# المسانی، ابیان
ال مسانی، ابیان یک منطقهٔ مسکونی در یمن است که در استان ابین واقع شده‌است.